# Yasser Radwan
Yasser Radwan (Gobernación de Dacalia, Egipto, 22 de abril de 1972) es un exfutbolista de Egipto que jugaba en la posición de defensa.

## Carrera

### Club
| Periodo   | Club                 |
| --------- | -------------------- |
| 1992-1996 | Baladeyet El-Mahalla |
| 1996-2002 | FC Hansa Rostock     |
| 2002–2004 | Al-Ahly SC           |
| 2004–2005 | Baladeyet El-Mahalla |
| 2005–2006 | Ghazl El Mahalla SC  |

### Selección nacional
Debutó con Egipto el 14 de abril de 1995 en la victoria por 1-0 sobre Túnez en un partido amistoso en Port Said. Su primer gol internacional lo anotó el 23 de febrero de 1997 en el empate 1-1 ante Etiopía en Adís Abeba por la clasificación para la Copa Africana de Naciones de 1998. Su último partido internacional lo jugó el 8 de septiembre de 2002 en la derrota por 0-1 ante Madagascar en Antananarivo por la clasificación para la Copa Africana de Naciones de 2002, con lo que jugó 64 partidos internacionales y anotó tres goles.
Participó en la Copa FIFA Confederaciones 1999 y en cuatro ediciones de la Copa Africana de Naciones, donde fue campeón en la edición de 1998 y seleccionado en el equipo ideal del torneo en la edición de 1996.

## Logros

### Club
- Copa de Egipto (1): 2003
- Supercopa de Egipto (1): 2003

### Selección nacional
- Copa Africana de Naciones (1): 1998

### Individual
- Equipo Ideal de la Copa Africana de Naciones 1996.